# Kosárlabda az 1936. évi nyári olimpiai játékokon
Az 1936. évi nyári olimpiai játékokon a kosárlabdatornát augusztus 7. és 14. között rendezték. A tornán 23 nemzet csapata vett részt, de két csapat már az első fordulóban visszalépett a szerepléstől.
A kosárlabda először szerepelt az olimpia hivatalos programjában.

## Éremtáblázat
(Az egyes számoszlopok legmagasabb értéke vagy értékei vastagítással kiemelve.)
| Az 1936. évi nyári olimpiai játékok éremtáblázata kosárlabdában | Az 1936. évi nyári olimpiai játékok éremtáblázata kosárlabdában | Az 1936. évi nyári olimpiai játékok éremtáblázata kosárlabdában | Az 1936. évi nyári olimpiai játékok éremtáblázata kosárlabdában | Az 1936. évi nyári olimpiai játékok éremtáblázata kosárlabdában | Olimpia  |
| --------------------------------------------------------------- | --------------------------------------------------------------- | --------------------------------------------------------------- | --------------------------------------------------------------- | --------------------------------------------------------------- | -------- |
|                                                                 | Ország                                                          | Arany                                                           | Ezüst                                                           | Bronz                                                           | Összesen |
| 1.                                                              | Egyesült Államok (USA)                                          | 1                                                               | 0                                                               | 0                                                               | 1        |
| 2.                                                              | Kanada (CAN)                                                    | 0                                                               | 1                                                               | 0                                                               | 1        |
| 3.                                                              | Mexikó (MEX)                                                    | 0                                                               | 0                                                               | 1                                                               | 1        |
|                                                                 |                                                                 |                                                                 |                                                                 |                                                                 |          |
| Összesen                                                        | Összesen                                                        | 1                                                               | 1                                                               | 1                                                               | 3        |

## Érmesek
| Az 1936. évi nyári olimpiai játékok érmesei kosárlabdában | Az 1936. évi nyári olimpiai játékok érmesei kosárlabdában                                                                     | Az 1936. évi nyári olimpiai játékok érmesei kosárlabdában | Az 1936. évi nyári olimpiai játékok érmesei kosárlabdában |
| --- | --- | --- | --------------------------------------------------------- |
| Arany | Ezüst | Bronz |                                                           |
| Egyesült Államok (USA) | Kanada (CAN) | Mexikó (MEX) |                                                           |
| Sam Balter Ralph Bishop Joe Fortenberry Tex Gibbons Francis Johnson Carl Knowles Frank Lubin Art Mollner Donald Piper Jack Ragland Willard Schmidt Carl Shy Duane Swanson Bill Wheatley | Gordon Aitchison Ian Allison Art Chapman Chuck Chapman Edward Dawson Irving Meretsky Doug Peden James Stewart Malcolm Wiseman | Carlos Borja Víctor Borja Rodolfo Choperena Luis de la Vega Raúl Fernández Andrés Gómez Silvio Hernández Francisco Martínez Jesús Olmos José Pamplona Greer Skousen |                                                           |

## Eredmények

### 1. forduló
A Fülöp-szigetek és az 1. forduló győztesei továbbjutottak a 2. fordulóba (12 csapat), a vesztesek a reményágra kerültek (11 csapat).
| 1936. augusztus 7. 16:00 | Észtország (EST) | 34 – 29 | Franciaország (FRA) |  |
| 1936. augusztus 7. 16:00 |                  |         |                     |  |

| 1936. augusztus 7. 16:00 | Chile (CHI) | 30 – 16 | Törökország (TUR) |  |
| 1936. augusztus 7. 16:00 |             |         |                   |  |

| 1936. augusztus 7. 16:00 | Németország (GER) | 18 – 25 | Svájc (SUI) |  |
| 1936. augusztus 7. 16:00 |                   |         |             |  |

| 1936. augusztus 7. 17:00 | Olaszország (ITA) | 44 – 28 | Lengyelország (POL) |  |
| 1936. augusztus 7. 17:00 |                   |         |                     |  |

| 1936. augusztus 7. 17:00 | Peru (PER) | 35 – 22 | Egyiptom (EGY) |  |
| 1936. augusztus 7. 17:00 |            |         |                |  |

| 1936. augusztus 7. 18:00 | Lettország (LAT) | 20 – 17 | Uruguay (URU) |  |
| 1936. augusztus 7. 18:00 |                  |         |               |  |

| 1936. augusztus 7. 18:00 | Kanada (CAN) | 24 – 7 | Brazília (BRA) |  |
| 1936. augusztus 7. 18:00 |              |        |                |  |

| 1936. augusztus 7. 18:00 | Japán (JPN) | 35 – 19 | Kínai Köztársaság (ROC) |  |
| 1936. augusztus 7. 18:00 |             |         |                         |  |

| 1936. augusztus 7. 18:00 | Mexikó (MEX) | 32 – 9 | Belgium (BEL) |  |
| 1936. augusztus 7. 18:00 |              |        |               |  |

| 1936. augusztus 7. | Egyesült Államok (USA) | 2 – 0 játék nélkül | Spanyolország (ESP) |  |
| 1936. augusztus 7. |                        |                    |                     |  |

| 1936. augusztus 7. | Csehszlovákia (TCH) | 2 – 0 játék nélkül | Magyarország (HUN) |  |
| 1936. augusztus 7. |                     |                    |                    |  |

### 1. forduló, reményág
Svájc és az 1. forduló reményág győztesei a 2. fordulóba jutottak (6 csapat), a vesztesek kiestek a tornáról.
| 1936. augusztus 8. 16:00 | Uruguay (URU) | 17 – 10 | Belgium (BEL) |  |
| 1936. augusztus 8. 16:00 |               |         |               |  |

| 1936. augusztus 8. 16:00 | Kínai Köztársaság (ROC) | 45 – 38 | Franciaország (FRA) |  |
| 1936. augusztus 8. 16:00 |                         |         |                     |  |

| 1936. augusztus 8. 17:00 | Egyiptom (EGY) | 33 – 23 | Törökország (TUR) |  |
| 1936. augusztus 8. 17:00 |                |         |                   |  |

| 1936. augusztus 8. | Brazília (BRA) | 2 – 0 játék nélkül | Magyarország (HUN) |  |
| 1936. augusztus 8. |                |                    |                    |  |

| 1936. augusztus 8. | Németország (GER) | 2 – 0 játék nélkül | Spanyolország (ESP) |  |
| 1936. augusztus 8. |                   |                    |                     |  |

### 2. forduló
A 2. forduló győztesei a 3. fordulóba jutottak (9 csapat), a vesztesek a 2. forduló reményágára kerültek (9 csapat).
| 1936. augusztus 9. 16:00 | Fülöp-szigetek (PHI) | 32 – 30 | Mexikó (MEX) |  |
| 1936. augusztus 9. 16:00 |                      |         |              |  |

| 1936. augusztus 9. 16:00 | Japán (JPN) | 43 – 31 | Lengyelország (POL) |  |
| 1936. augusztus 9. 16:00 |             |         |                     |  |

| 1936. augusztus 9. 16:00 | Uruguay (URU) | 36 – 23 | Egyiptom (EGY) |  |
| 1936. augusztus 9. 16:00 |               |         |                |  |

| 1936. augusztus 9. 17:00 | Peru (PER) | 29 – 21 | Kínai Köztársaság (ROC) |  |
| 1936. augusztus 9. 17:00 |            |         |                         |  |

| 1936. augusztus 9. 17:00 | Egyesült Államok (USA) | 52 – 28 | Észtország (EST) |  |
| 1936. augusztus 9. 17:00 |                        |         |                  |  |

| 1936. augusztus 9. 17:00 | Olaszország (ITA) | 58 – 16 | Németország (GER) |  |
| 1936. augusztus 9. 17:00 |                   |         |                   |  |

| 1936. augusztus 9. 18:00 | Svájc (SUI) | 25 – 12 | Csehszlovákia (TCH) |  |
| 1936. augusztus 9. 18:00 |             |         |                     |  |

| 1936. augusztus 9. 18:00 | Chile (CHI) | 23 – 18 | Brazília (BRA) |  |
| 1936. augusztus 9. 18:00 |             |         |                |  |

| 1936. augusztus 9. 18:00 | Kanada (CAN) | 34 – 23 | Lettország (LAT) |  |
| 1936. augusztus 9. 18:00 |              |         |                  |  |

### 2. forduló, reményág
Észtország és a 2. forduló reményágának győztesei a 3. fordulóba jutottak (5 csapat), a vesztesek kiestek a tornáról.
| 1936. augusztus 10. 16:00 | Lengyelország (POL) | 28 – 23 | Lettország (LAT) |  |
| 1936. augusztus 10. 16:00 |                     |         |                  |  |

| 1936. augusztus 10. 16:00 | Brazília (BRA) | 32 – 14 | Kínai Köztársaság (ROC) |  |
| 1936. augusztus 10. 16:00 |                |         |                         |  |

| 1936. augusztus 10. 17:00 | Mexikó (MEX) | 32 – 10 | Egyiptom (EGY) |  |
| 1936. augusztus 10. 17:00 |              |         |                |  |

| 1936. augusztus 10. 17:00 | Csehszlovákia (TCH) | 20 – 9 | Németország (GER) |  |
| 1936. augusztus 10. 17:00 |                     |        |                   |  |

### 3. forduló
Az Egyesült Államok, Peru, és a 3. forduló győztesei a negyeddöntőbe jutottak (8 csapat), a vesztesek kiestek a tornáról.
| 1936. augusztus 11. 16:00 | Fülöp-szigetek (PHI) | 39 – 22 | Észtország (EST) |  |
| 1936. augusztus 11. 16:00 |                      |         |                  |  |

| 1936. augusztus 11. 16:00 | Olaszország (ITA) | 27 – 19 | Chile (CHI) |  |
| 1936. augusztus 11. 16:00 |                   |         |             |  |

| 1936. augusztus 11. 16:00 | Mexikó (MEX) | 28 – 22 | Japán (JPN) |  |
| 1936. augusztus 11. 16:00 |              |         |             |  |

| 1936. augusztus 11. 17:00 | Kanada (CAN) | 27 – 9 | Svájc (SUI) |  |
| 1936. augusztus 11. 17:00 |              |        |             |  |

| 1936. augusztus 11. 17:00 | Uruguay (URU) | 28 – 19 | Csehszlovákia (TCH) |  |
| 1936. augusztus 11. 17:00 |               |         |                     |  |

| 1936. augusztus 11. 17:00 | Lengyelország (POL) | 33 – 25 | Brazília (BRA) |  |
| 1936. augusztus 11. 17:00 |                     |         |                |  |

### Negyeddöntők
| 1936. augusztus 12. 17:00 | Egyesült Államok (USA) | 56 – 23 | Fülöp-szigetek (PHI) |  |
| 1936. augusztus 12. 17:00 |                        |         |                      |  |

| 1936. augusztus 12. 18:00 | Kanada (CAN) | 43 – 21 | Uruguay (URU) |  |
| 1936. augusztus 12. 18:00 |              |         |               |  |

| 1936. augusztus 12. 17:00 | Mexikó (MEX) | 34 – 17 | Olaszország (ITA) |  |
| 1936. augusztus 12. 17:00 |              |         |                   |  |

| 1936. augusztus 12. | Lengyelország (POL) | 2 – 0 játék nélkül | Peru (PER) |  |
| 1936. augusztus 12. |                     |                    |            |  |

### Az 5–8. helyért
| 1936. augusztus 13. 17:00 | Fülöp-szigetek (PHI) | 32 – 14 | Olaszország (ITA) |  |
| 1936. augusztus 13. 17:00 |                      |         |                   |  |

| 1936. augusztus 13. | Uruguay (URU) | 2 – 0 játék nélkül | Peru (PER) |  |
| 1936. augusztus 13. |               |                    |            |  |

### Elődöntők
| 1936. augusztus 13. 17:00 | Egyesült Államok (USA) | 25 – 10 | Mexikó (MEX) |  |
| 1936. augusztus 13. 17:00 |                        |         |              |  |

| 1936. augusztus 13. 18:00 | Kanada (CAN) | 42 – 15 | Lengyelország (POL) |  |
| 1936. augusztus 13. 18:00 |              |         |                     |  |

### A 7. helyért
- A 7. helyért nem játszottak mérkőzést, Olaszország végzett a 7., Peru a 8. helyen.

### Az 5. helyért
| 1936. augusztus 14. 16:00 | Fülöp-szigetek (PHI) | 33 – 23 | Uruguay (URU) |  |
| 1936. augusztus 14. 16:00 |                      |         |               |  |

### A 3. helyért
| 1936. augusztus 14. 17:00 | Mexikó (MEX) | 26 – 12 | Lengyelország (POL) |  |
| 1936. augusztus 14. 17:00 |              |         |                     |  |

### Döntő
| 1936. augusztus 14. 18:25 | Egyesült Államok (USA) | 19 – 8 | Kanada (CAN) |  |
| 1936. augusztus 14. 18:25 |                        |        |              |  |

| Az 1936. évi nyári olimpiai játékok férfi kosárlabdatornájának olimpiai bajnoka |
| · EGYESÜLT ÁLLAMOK · 1. cím                                                     |
| ------------------------------------------------------------------------------- |

## Végeredmény
(Magyarország és a rendező ország csapata eltérő háttérszínnel kiemelve.)
| Helyezés | Csapat                 | M | Gy | V | G+  | G–  | Gk  |
| -------- | ---------------------- | - | -- | - | --- | --- | --- |
| Arany    | Egyesült Államok (USA) | 5 | 5  | 0 | 154 | 69  | +85 |
| Ezüst    | Kanada (CAN)           | 6 | 5  | 1 | 178 | 94  | +84 |
| Bronz    | Mexikó (MEX)           | 7 | 5  | 2 | 192 | 127 | +65 |
| 4.       | Lengyelország (POL)    | 7 | 3  | 4 | 149 | 203 | –54 |
|          |                        |   |    |   |     |     |     |
| 5.       | Fülöp-szigetek (PHI)   | 5 | 4  | 1 | 159 | 145 | +14 |
| 6.       | Uruguay (URU)          | 7 | 4  | 3 | 144 | 148 | –4  |
| 7.       | Olaszország (ITA)      | 5 | 3  | 2 | 160 | 129 | +31 |
| 8.       | Peru (PER)             | 4 | 2  | 2 | 64  | 47  | +17 |
|          |                        |   |    |   |     |     |     |
| 9.       | Japán (JPN)            | 3 | 2  | 1 | 100 | 78  | +22 |
| 10.      | Chile (CHI)            | 3 | 2  | 1 | 72  | 61  | +11 |
| 11.      | Svájc (SUI)            | 3 | 2  | 1 | 59  | 57  | +2  |
| 12.      | Csehszlovákia (TCH)    | 4 | 2  | 2 | 53  | 62  | –9  |
| 13.      | Brazília (BRA)         | 5 | 2  | 3 | 84  | 94  | –10 |
| 14.      | Észtország (EST)       | 3 | 1  | 2 | 84  | 120 | –36 |
|          |                        |   |    |   |     |     |     |
| 15.      | Lettország (LAT)       | 3 | 1  | 2 | 66  | 79  | –13 |
| 16.      | Kína (CHN)             | 4 | 1  | 3 | 99  | 134 | –35 |
| 17.      | Egyiptom (EGY)         | 4 | 1  | 3 | 88  | 126 | –38 |
| 18.      | Németország (GER)      | 4 | 1  | 3 | 45  | 103 | –58 |
|          |                        |   |    |   |     |     |     |
| 19.      | Franciaország (FRA)    | 2 | 0  | 2 | 67  | 79  | –12 |
| 20.      | Törökország (TUR)      | 2 | 0  | 2 | 39  | 63  | –24 |
| 21.      | Belgium (BEL)          | 2 | 0  | 2 | 19  | 49  | –30 |
| –        | Spanyolország (ESP)    | 2 | 0  | 2 | 0   | 4   | –4  |
| –        | Magyarország (HUN)     | 2 | 0  | 2 | 0   | 4   | –4  |